# Докэн
Докэн (яп. 銅剣, どうけん «бронзовый меч») — разновидность бронзового меча со стержнеобразной рукояткой и широким лезвием, использовавшийся в древней Японии. Получил распространение в период Яёй. Изготавливался литьём из бронзы. Имел лезвие длиной 30—35 см.

## Краткое описание
Бронзовые мечи докэн происходят с Корейского полуострова. В середине 1 тысячелетия до н. э. их завезли на Японский архипелаг, но в начале нашей эры японцы наладили собственное производство этих орудий. Рукоятка этих мечей изготавливались из дерева.
Существует три основных типа мечей докэн:
- бронзовый меч с узким лезвием (яп. 細形銅剣) — меч с тонкой стержнеобразной рукояткой, узким лезвием и толстым ребром. Этот тип часто находят в урновых керамических захоронениях на севере Кюсю. В начале I века его начали отливать в Японии. Был распространён в начале периода Яёй.
- бронзовый меч с лезвием средней ширины (яп. 中細形銅剣) — меч с плоским ребром и лезвием средней ширины. Развился из мечей с узкими лезвиями. Был распространен в середине периода Яёй[1].
- бронзовый меч с широким лезвием (яп. 平形銅剣) — меч с плоским ребром и широким лезвием, который развился из мечей с узкими лезвиями. Распространен был на Кюсю и прибрежных районах Внутреннего Японского моря. Характерной особенностью такого меча являются выступления с обеих сторон лезвия в виде острия рядом с рукояткой. Такие мечи богато украшены. Были распространены в конце периода Яёй.

Среди других типов выделяют:
- Меч с двумя или более желобами на лезвии (多樋形銅剣). Был распространен в конце периода Яёй.
- Меч с глубокими желобами на лезвии (深樋形銅剣). Был распространен в конце периода Яёй.
- Докэн, который по форме напоминал железный меч (鉄剣形銅剣); встречался редко. Переходная форма от обычного меча докэн к железному в II—III веках н. э. Был распространен в начале периода Кофун.

Несмотря на то, что в начале периода Яёй бронзовые мечи использовались как оружие, постепенно они превратились в предметы культа и обереги. Археологи связывают эту перемену с вытеснением бронзовых орудий железными.